# 黑水县

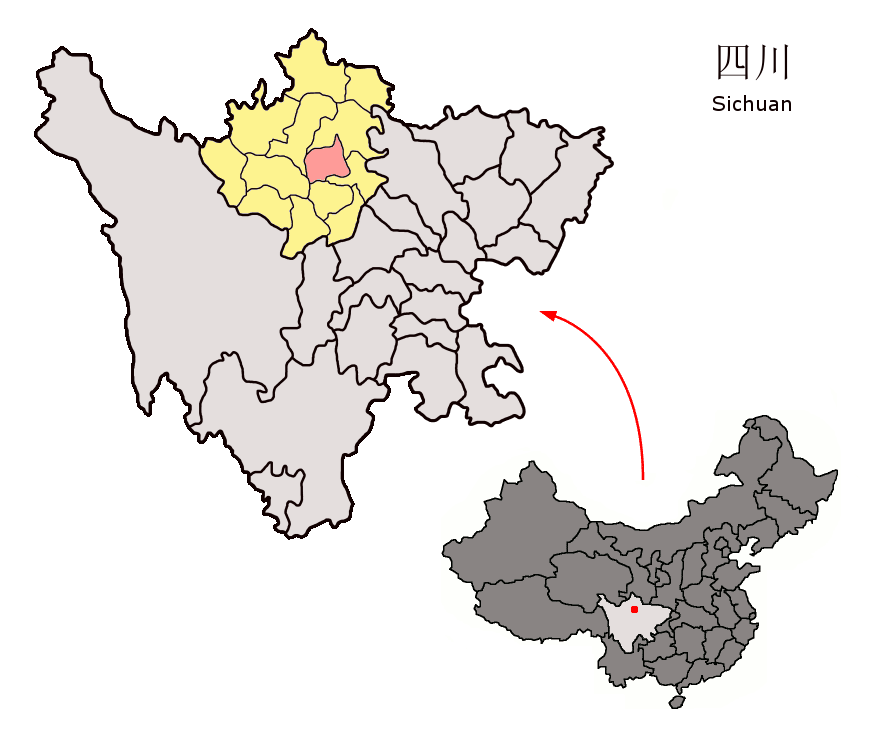
黑水縣（紅色）在四川省的位置

黑水县（藏語：ཁྲོ་ཆུ་，威利转写：khro chu，藏语拼音：Choqu，羌语北部方言：[khǝtʂǝp]）是四川省阿坝藏族羌族自治州辖县，位于阿坝州中部，因境内黑水河得名。面积4,356平方千米，人口56,273人（1988年），为四川省的藏族和羌族人口集中县，藏族47,863人（1988年），占总人口的85％。县治芦花镇。黑水县分为芦花区、知木林区、西尔区和维古区。

## 语言
黑水县的藏族使用三种不同的语言：嘉绒语的东部方言（芦花区）、藏语的安多方言（知木林区）和羌语的北部方言（西尔区、维古区）

## 地理
黑水县地处岷山和邛崃山交汇区域。主要山脉有红岗山脉、达索肯山、羊拱山脉、亚克夏山脉和峨太基山脉；主要河流有黑水河、小黑水、毛尔盖河三条主河道和99条溪沟，为岷江源头之一。

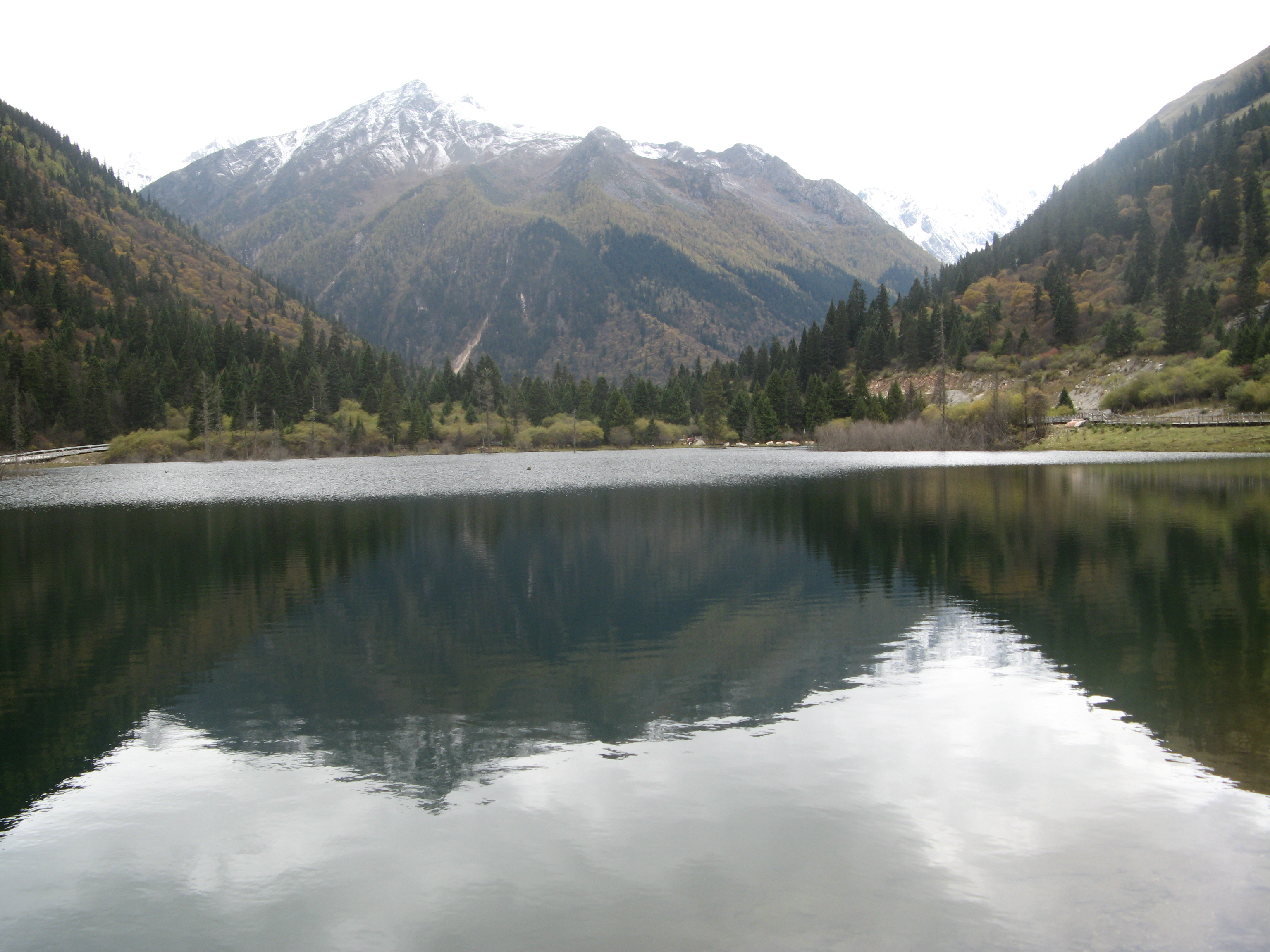
黑水县内湖泊1

## 行政区划
黑水县下辖8个镇、7个乡：
芦花镇、卡龙镇、色尔古镇、西尔镇、木苏镇、沙石多镇、知木林镇、扎窝镇、瓦钵梁子乡、石碉楼乡、龙坝乡、洛多乡、维古乡、晴朗乡和慈坝乡。

## 交通
- 347国道过境。